# Ha-Liga ha-socjalistit
ha-Liga ha-socjalistit (hebrejsky: הליגה הסוציאליסטית‎, doslova Socialistická liga, též Socialistická liga Palestiny) byla levicová židovská politická strana v mandátní Palestině.
Vznikla roku 1936. Byla napojena na levicové sionistické hnutí ha-Šomer ha-ca'ir a působila jako městský spojenec sdružení kolektivních vesnic ha-Kibuc ha-arci. Angažovali se v ní četní významní politici samostatného státu Izrael. Například pozdější poslanci Knesetu Dov Bar Nir, Jehuda Dranicki, Chanan Rubin nebo Menachem Racon. V roce 1946 hnutí ha-Kibuc ha-arci a ha-Liga ha-soci'alistit utvořily stranu Mifleget po'alim ha-Šomer ha-ca'ir (מפלגת פועלים השומר הצעיר‎, Dělnická strana ha-Šomer ha-ca'ir), která se později stala jedním z předchůdců levicové strany Mapam.